# 감자 와플
감자 와플(Potato waffle)은 감자로 만들어지는 격자 무늬의 세이버리 음식이자 와플이다. 영국과 아일랜드에서 특히 유명하며 다른 몇몇의 나라에서도 찾을 수 있다.
감자 와플은 감자, 식용유, 약간의 시즈닝으로 만들어진다. 영국에서는 대형 마트나 빵가게에서 주로 찾아볼 수 있는데 팔릴 때는 냉동시켜서 팔린다. 먹을 때는 다시 오븐에 넣거나 그릴에 구우며 소시지나 베이컨, 또는 다른 간식과 함께 사이드 디시로 먹는다. 가장 유명한 감자 와플 브랜드는 버드즈 아이이며 이 회사는 1981년에 첫번째 감자 와플 제품을 출시했다.

## 레시피
1. 감자는 채칼로 민다.
2. 채썬 감자, 베이컨, 파슬리가루, 피자치즈, 감자 전분을 섞는다.
3. 와플기계에 섞은 재료를 넣어 약불에서 앞 뒤로 7분간 익힌다.
4. 노릇하게 굽는다.[1]

## 같이 보기
- 세이버리 (음식)
- 영국 요리
- 아일랜드 요리
- 와플